# Kotodama
Kotodama (jap. 言霊, wörtlich: Wortseele) bezeichnet in der japanischen Sprache Wörter, denen eine sprachmagische Wirkung zugeschrieben wird. Im Altertum tauchen wortmagische Beschwörungen in der shintōistischen Praxis, in den Norito, wie auch in Kotodama-Liedern der japanischen Annalen oder etwa des Man’yōshū auf. 

## Überblick
Aus sprachwissenschaftlicher Sicht sind Worte nach Ferdinand de Saussure arbiträr, d. h. willkürlich und ohne erkennbaren Bezug zum bezeichneten Gegenstand gewählt. Man unterscheidet daher das Bezeichnete (etwa eine Sache) vom Bezeichnenden (dem Wort). Das kotodama-Konzept hebt diese Dichotomie von Bezeichnetem und Bezeichnendem auf. Durch das Aussprechen der Worte in Beschwörungsformeln geht philosophisch gesehen der ontologische Gehalt der bezeichneten Sache auf das Wort über. So entsteht eine Id-Entität über die der Sprechende verfügen kann. Umgangssprachlich könnte man sagen, die Seele eines konkreten Gegenstandes geht auf das gesprochene Wort über, womit es zugleich ein Machtinstrument wird, da es die Sache im Wort verfügbar macht. Die japanische Sprache eignet sich dazu in besonderem Maße, da sie über eine große Zahl von Homophonen, gleichlautenden Wörtern verfügt. Exemplarisch können die beiden Wörter: 事, Ding, Sache und 言, Wort stehen, deren Lesung in beiden Fällen koto lautet. Wird koto ausgesprochen, lässt sich nicht entscheiden, was gemeint ist – eine Ding oder ein Wort – Wort und Ding fallen somit zusammen. Erst die Niederschrift als Kanji erbringt Eindeutigkeit.
Diese beschwörende Praxis geht jedoch in der Heian-Zeit bereits verloren und wird erst von der Kokugaku, der Nationalphilologie der Edo-Zeit, wiederentdeckt. Es ist Kamo Mabuchi der im Essay Goikō Japan das Land der „blühenden Wortseele“ nennt.
Der Gedanke wird in der Moderne dann durch die religiöse Bewegung Ōmoto aufgenommen, die unter dem etwas abgewandelten Begriff kototama eine eigene Silbenmagie der 50-Laute-Tafel entwickelt. Es war Ueshiba Morihei, der Begründer des Aikidō, der als Anhänger von Onisaburō Deguchi dieses kototama Konzept im von ihm begründeten Kampfsport etablierte.
In der Gegenwart ist zudem eine eigene Form der Medizin, die „Kotodama-Inochi-Medizin“ entstanden, die auf Kōji Ogasawara zurückgeht und von Thomas Duckworth in Amerika bekannt gemacht wurde.